# Кучки (Молодечненський район)
Кучки (біл. вёска Кучкі) — село в складі Молодечненського району Мінської області, Білорусь. Село підпорядковане Марківській сільській раді, розташоване в західній частині області.